# Opius dominicanus
Opius dominicanus är en stekelart som beskrevs av Fischer 1963. Opius dominicanus ingår i släktet Opius och familjen bracksteklar. Inga underarter finns listade i Catalogue of Life.